# 匯率戰
匯率戰有時又稱货币战争和竞争性貨幣貶值，是指各國競相通過各自的貨幣匯率下跌來尋求对其他国家的贸易优势。因為随着一国货币的汇率下降，該國的出口價格實際上是有所下降，這樣的話商品價格在其他国家变得更具竞争力，而該國從其他國家进口的貨物價格則越来越昂贵。有人認為這有利于国内产业以及就业，从而推动国内外市场的需求增长。然而這也就意味著进口商品的涨价以及出国旅行的费用增加，这会损害一國公民的購買力。它还會增加通胀压力。如果债务以外币计价，貨幣贬值会使該國所要償還的国际债务的利息實質上增加，并可能使外国投资者望而却步。而当所有国家都采取类似的策略时，就会导致国际贸易下滑，使得所有国家都蒙受損失。